# 泰国中央伊斯兰委员会
泰国中央伊斯兰委员会（缩写CICOT），另译泰国伊斯兰中央委员会，是泰国国内伊斯兰教监管机构。自1998年起，成为伊斯兰合作组织观察员。根据1997年的《佛历2540年伊斯兰组织管理法》，泰国中央伊斯兰委员会为泰国内政部的下属组织。委员由从各个地区选出的十名代表组成，由、朱拉阇芒特里任主席，负责监督穆斯林宗教生活的管理。